# Music for a Movie Picture
Music for a Movie Picture is een compositie voor harmonieorkest of fanfareorkest van de Nederlandse componist Kees Vlak.